# 국가가 부른다 (드라마)
《국가가 부른다》는 2010년 5월 10일부터 2010년 6월 29일까지 방송한 KBS의 월화 미니시리즈인데 대부분 배우들이 출연료를 한동안 받지 못했다.
한편, 이 작품은 당초 '미스 오, 미스터 고'를 거쳐 '다이너마이트 커플'로 고려됐으나 '국가가 부른다'로 간신히 결정됐다.

## 등장 인물

### 주요 인물
- 김상경 : 고진혁 역 - 엘리트 코스에 고속 승진을 거듭한 정보국 국제범죄 1팀장
- 이수경 : 오하나 역 - "나랏돈이 곧 내 돈"이란 좌우명을 몸소 실천하는 대한민국 9급 순경
- 류진 : 한도훈 역 - 미술품 경매회사 부사장, 이송문화재단 이사장
- 최수진 : 최은서 역 - 정보국 요원, 고진혁의 옛 연인

### 정보국 국제1팀 멤버
- 강신일 : 신기준 역 - 처장 (3급 관리관)
- 이상휘 : 김병준 역 - 요원 (정보국 사무관)
- 현우 : 나준민 역 - 도청장치 및 각종 장비에 능한 요원
- 이기열 : 이형식 역 - 1차장 (차관급)
- 박효주 : 박세미 역 - 위장 잠입 전문 요원

### 오하나의 주변 인물
- 양금석 : 이수자 역 - 오하나의 어머니
- 이달형 : 최칠현 역 - 사채업자
- 최재환 : 이근배 역 - 주수영 조직의 일원
- 홍순창 : 한대수 역 - 오하나가 근무하는 지구대 소장
- 오용 : 최철민 역 - 오하나의 지구대 동료

### 고진혁의 주변 인물
- 미상 : 차미숙 역 - 고진혁의 어머니, 전국 규모 프랜차이즈업체 CEO
- 김경숙 : 백경은 역 - 경무관. 고진혁 아버지의 직속 후배

### 한도훈의 주변 인물
- 신귀식 : 한태식 역 - 한도훈의 아버지. 국가투명성확립위원회 위원장
- 이병준 : 주수영 역 - 한도훈을 범죄의 세계로 이끄는 폭력 조직의 보스
- 미상 : 박기복 역 - 한태식의 비서
- 미상 : 민혜린 역 - 한도훈의 미술품 경매회사 직원
- 이철민 : 마갑성 역 - 주수영의 최측근 부하

### 그 외
- 임승대
- 서왕석
- 류성훈

## 제작진
- 각본 : 최이랑, 이진매
- 연출 : 김정규

## 시청률
최저 시청률과 최고 시청률은 시청률 조사회사와 지역별로 시청률에 차이가 있을 수 있습니다.
| 2010년 | 2010년   | 2010년         | 2010년         |
| 회차   | 방송일   | TNmS 시청률    | AGB 시청률     |
| 회차   | 방송일   | 대한민국(전국) | 대한민국(전국) |
| ------ | -------- | -------------- | -------------- |
| 제1회  | 5월 10일 | 7.1%           | 6.9%           |
| 제2회  | 5월 11일 | 5.6%           | 6.6%           |
| 제3회  | 5월 17일 | 5.5%           | 6.3%           |
| 제4회  | 5월 18일 | 5.8%           | 6.3%           |
| 제5회  | 5월 24일 | 6.8%           | 7.6%           |
| 제6회  | 5월 25일 | 6.4%           | 5.7%           |
| 제7회  | 5월 31일 | 6.1%           | 6.0%           |
| 제8회  | 6월 1일  | 5.6%           | 5.9%           |
| 제9회  | 6월 7일  | 5.2%           | 5.2%           |
| 제10회 | 6월 8일  | 4.6%           | 5.4%           |
| 제11회 | 6월 14일 | 6.3%           | 7.2%           |
| 제12회 | 6월 15일 | 6.7%           | 7.0%           |
| 제13회 | 6월 21일 | 6.2%           | 6.6%           |
| 제14회 | 6월 22일 | 6.7%           | 7.3%           |
| 제15회 | 6월 28일 | 5.9%           | 6.1%           |
| 제16회 | 6월 29일 | 6.0%           | 7.0%           |